# Papež Janez V.
Janez V.,  je bil rimski škof, (papež) Rimskokatoliške cerkve, * 635 Antiohija, (Sirija Bizantinsko cesarstvo), † 2. avgust 686, Rim, Bizantinsko cesarstvo.

## Življenjepis
Kmalu po Benediktovi smrti so izvolili na Petrov sedež diakona Janeza, ki je bil doma iz Sirije. Bil je tudi eden izmed sedmerih papeževih odposlancev na Tretjem carigrajskem koncilu (680-681), kjer so obnovili enotnost med Rimom in Carigradom ter obsodili monoteletstvo. Tam se je spoznal s cesarjem Konstantinom Pogonatom, ki se mu je prikupil zaradi svojega dobrega znanja grščine, diplomatske spretnosti in temeljitega bogoslovnega znanja. Kmalu po izvolitvi ga je potrdil ravenski eksarh, tako da je bil posvečen in začel papeško službo 23. julija 685. 
Že ob izvolitvi je bil tako bolan, da je komaj zmogel prenašati bremena, ki so povezana s to zahtevno službo. Med enoletnim pontifikatom je bil vseskozi priklenjen na bolniško posteljo. 

### Določba
Turiško  škofijo na Sardiniji je odvzel izpod oblasti kaljarijskega metropolita in jo priključil Rimu, kot je bilo nekdaj; tako se je vrnila v cerkveno edinstvo. 

## Smrt
Umrl je 2. avgusta 686 v Rimu. Pokopan je v cerkvi svetega Petra v Vatikanu.